# Harishchandranayakana Halli, Challakere
Harishchandranayakana Halli là một làng thuộc tehsil Challakere, huyện Chitradurga, bang Karnataka, Ấn Độ.